# Krzysztof Pruszkowski
Krzysztof Pruszkowski né le 23 mars 1943  à Kazimierz nad Wisłą (dans la voïvodie de Lublin, dans le sud-est de la Pologne) est un photographe franco-polonais.
Son œuvre se rattache au courant de la photographie plasticienne. Artiste conceptuel, il aborde la question de la multitude dans l'espace et le temps. Depuis le début des années 1980, il vit et travaille à Paris, tout en revenant fréquemment dans sa ville natale.

## Biographie
Né à Kazimierz nad Wisłą, dans la voïvodie de Lublin, dans le sud-est de la Pologne, Krzysztof Pruszkowski entreprend des études d'architecture et d'urbanisme à l'université polytechnique de Varsovie, de 1960 à 1965. En 1967, il part pour la France et s'installe à Paris où il poursuit ses études à l'École des beaux-arts et à l'Institut d'urbanisme. 
Dès les années 1970, il s'intéresse à la photographie et commence à travailler d'abord dans la mode et la publicité, puis dans la photographie de presse. En 1970, il publie ses premières images dans la presse française. Parallèlement à ses activités professionnelles, il poursuit des recherches personnelles qui l'amènent à créer son propre langage visuel. À partir de 1975 il travaille au développement d'un nouveau procédé photographique qu'il appelle « photosynthèse ».  Il s'agit de photographier plusieurs fois le même motif et de superposer les images qui se chevauchent afin, finalement, de « créer une image synthétique ». L'artiste utilise cette technique pour photographier des paysages ou des portraits, mais également des œuvres d'art connues dans le domaine de la peinture et de la sculpture, ou se réfère à des photographies d'autres artistes. Il ne s'agit toutefois pas d'un simple procédé technique. La démarche de Pruszkowski constitue une tentative de dépasser les limites de la photographie, et la « synthèse » qu'il effectue en superposant les images transforme le réel et produit une image d'une inquiétante étrangeté, qui modifie ainsi la perception de la réalité et la trace que notre mémoire va en conserver.
En 1978, il se fait connaître avec une série de photographies noir et blanc — véritable reportage sociologique — publiée par les éditions Contrejour dans un livre sous le titre Barierka (Petite barrière), dans laquelle il essaye de traduire la « terreur de la ville » et la manipulation des hommes dans l'espace urbain. Ce travail est exposé la même année au Centre Pompidou à Paris.
En 1981, il s'implique dans la crise politique que traverse la Pologne après la création du syndicat Solidarność et effectue une série de reportages sur le syndicat paysan indépendant Solidarité rurale, un syndicat d'agriculteurs créé en mai 1981, publiés dans le quotidien français Libération. Des affiches sont imprimées à partir de certaines de ces images, pour attirer l'attention sur la situation de la Pologne après l'instauration de la loi martiale par le général Jaruzelski.
En 1984, il réalise De Gaulle, Pompidou, Giscard, Mitterrand : le Président de la Ve République française, un portrait superposant, selon le procédé de la photosynthèse, les visages des quatre premiers présidents de la Cinquième République française, et en 1986, il crée un diptyque à partir de portraits de passagers de première et deuxième classe du métro parisien (60 passagers de 2e classe du métro. Ligne Clignancourt-Orléans Paris, 8 juin 1985, entre 9h et 11h et 60 passagers de 1ère classe du métro. Ligne : Vincennes-Neuilly, Paris, 9 juin 1985, entre 9h et 11h), dont il superpose les visages pour dénoncer le caractère qu'il qualifie de « raciste » de la ségrégation sociale que cette séparation arbitraire exprime.
En 1988, le musée de l'Élysée, à Lausanne, présente l'exposition rétrospective « Monopose - No / Photosynthèse - Si » accompagnée du livre Pruszkowski. Photosynthèse 1975-1988 publié par le musée.
Peu de temps après, il reçoit la bourse Léonard de Vinci du ministère des Affaires étrangères français qui lui permet de réaliser un projet en Égypte.
En 2002, l'artiste participe à l'exposition Autour de la décennie : photographie polonaise des années 1990 présentée au musée Sztuki à Łódź.
Krzysztof Pruszkowski est membre de l'Union des photographes d'art polonais.

## Œuvres
- 8 mannequins de l'agence Christa Modeling, photosynthèse, 1975
- 27 membres du Politburo soviétique en 1981, photosynthèse, 1981
- Jean-Paul Sartre et Simone de Beauvoir, photosynthèse, 1984
- De Gaulle, Pompidou, Giscard, Mitterrand : le Président de la Ve République française, photosynthèse, 1984
- The President, photosynthèse, 1984
- JFK Airport, New York, photosynthèse, 1984
- 21 pompiers de la caserne Chanzy Reims, photosynthèse, 1984
- 152 voyageurs de « Nouvelle Frontière » attendant un avion pour Paris en retard de 2 heures, à l'aéroport J.F.K., New York, 1984
- 12 ducs d'Anjou, Angers, 1984
- La robe mouillée de Laurence, photosynthèse, 1985
- 60 voitures quittant un parking, à l'ombre des sapins sous le Mont-Blanc, Chamonix, photosynthèse, 1985
- 22 chaises de la cathédrale de Bourges, photosynthèse, 1985
- 60 passagers de 2e classe du métro. Ligne Clignancourt-Orléans Paris, 8 juin 1985, entre 9h et 11h, photosynthèse, 1986
- 60 passagers de 1ère classe du métro. Ligne : Vincennes-Neuilly, Paris, 9 juin 1985, entre 9h et 11h, photosynthèse, 1986
- 18 Victoires de Samothrace, Paris, Louvre, photosynthèse, 1988
- Rockefeller Center, New York City, photosynthèse, 1988
- Nancy & Ronald Reagan, photosynthèse, 1989
- La Solitude du coureur de fond sur le pont de Giverny, photosynthèse, 1989
- Le Palais de Science et de la Culture, Varsovie, Pologne, photosynthèse, 1989
- La Synagogue de Varsovie, photosynthèse, 1989
- Les onze premiers fusillés de la place Tien An, photosynthèse, 1989
- Ramsès II, Louxor, Égypte, photosynthèse, 1989
- Le Café de Farafra, Égypte, photosynthèse, 1990
- Temple d'Hibis, Kharga, Égypte, photosynthèse, 1990
- 15 Miradors, Majdanek, Pologne, photosynthèse, 1992
- Séville, Espagne, photosynthèse, 1992
- Laurence à Kazimierz, photosynthèse, 1993
- Tous les rois de Pologne. Poznan, photosynthèse, 1993-95
- 196 violons, photosynthèse, 1994
- La Cathédrale de Rouen, photosynthèse, 1999
- Café de la Bastille, Paris, photosynthèse, 2000
- L'Arc de Triomphe, Paris, photosynthèse, 2000
- Beata Tyszkiewicz, photosynthèse, 2006
- Osama & Obama, photosynthèse, 2011

## Collections
Les photographies de Krzysztof Pruszkowski sont présentes dans de nombreuses collections publiques, parmi lesquelles : 
- Bibliothèque nationale de France, Paris, France
- Bibliothèque historique de la ville de Paris, France
- Musée Carnavalet, Paris, France
- Maison européenne de la photographie, Paris, France
- Musée national d'Art moderne, Paris, France
- Fonds national d'art contemporain, Paris, France
- FRAC Occitanie Montpellier, France
- Artothèque de Nantes, France
- Artothèque de Vitré, France
- JIPAM Montpellier, France
- Musée d'Aurillac, France
- Musée Arthur-Batut, Labruguière, France
- Musée Pierre-Noël de Saint-Dié-des-Vosges, France
- Collection de la Ville de Castres, France
- Collection de la Ville de Frouard, France
- Collection INSA, Lyon, France
- Collection QPN, Nantes, France
- Cabinet des gravures et des estampes, Dresde, Allemagne
- Staatsgalerie, Stuttgart, Allemagne
- The International Polaroid Collection, WestLicht Muzeum für Fotografie, Vienne
- Musée de la photographie à Charleroi, Belgique
- Fondos del Centro Andaluz de la Fotografia, Almeria, Espagne
- Metropolitan Museum, New York, États-Unis
- Musée des Beaux-Arts de Houston, États-Unis
- Musée de l'université de Parme, Italie
- Liechtensteinische Landesbibliothek, Vaduz, Liechtenstein
- Musée national de Varsovie, Pologne
- Musée Narodowe, Wroclaw, Pologne
- BWA Lublin, Pologne
- Musée Nadwislanskie, Kazimierz nad Wisłą, Pologne
- Musée Sztuki, Lódz, Pologne
- Musée Okregowe, Konin, Pologne
- Musée de l'Élysée, Lausanne, Suisse
- Moravska galerie, Brno, République tchèque

## Publications
- 1978 : Barierka, Paris, Éd. Contrejour  (ISBN 978-2-85949-013-3).
- 1988 : Pruszkowski. Photosynthèse 1975-1988, textes de José Sommer Ribeiro et Charles-Henri Favrod, Musée de l'Élysée,  (ISBN 978-2-88350-001-3).
- 1989 : Pruszkowski Fotosynteza 1975-1988, textes de José Sommer Ribeiro et Charles-Henri Favrod, Lisbonne, Fondation Calouste-Gulbenkian.
- 1989 : Pologne. Régions d'authenticité : Anna Bohdziewicz, Stanislaw Kulawiak, Zdzislaw Pacholski, Krzysztof Pawela, Krzysztof Pruszkowski, Zofia Rydet, Zygmunt Rytka, catalogue pour la 20e Biennale internationale des arts de São Paulo, Varsovie, Bureau central des expositions d'art, 1989.
- 1993 : Fotologia ; Egipt - Swiatlo i fotosynteza (Photologie : Égypte - Lumière et photosynthèse), catalogue de l'exposition présentée au musée national de Varsovie, textes de Marc Fumaroli, Krzysztof Pomian, Adam Sobota, M. Debat, etc., 203 pages, Varsovie, Fondation Fotokulturart.
- 1997 : Krzysztof Pruszkowski, catalogue de l'exposition de la galerie municipale du Château d'eau, Toulouse  (ISBN 2-90777-383-6).

## Expositions
- 1978 : Barierka, Centre Pompidou, Paris.
- 1988 : Monopose - No / Photosynthèse - Si, musée de l'Élysée, Lausanne.
- 1989 : Pologne. Régions d'authenticité : Anna Bohdziewicz, Stanislaw Kulawiak, Zdzislaw Pacholski, Krzysztof Pawela, Krzysztof Pruszkowski, Zofia Rydet, Zygmunt Rytka, 20e Biennale internationale des arts , São Paulo, Brésil.
- 1993 : Fotologia ; Egipt - Swiatlo i fotosynteza (Photologie : Égypte - Lumière et photosynthèse), musée national de Varsovie.
- 1997 : Krzysztof Pruszkowski, 22 mars-30 mai 1997, galerie municipale du Château d'eau, Toulouse.
- 2002 : Autour de la décennie : photographie polonaise des années 1990, musée Sztuki, Łódź.
- 2010 : Krzysztof Pruszkowski - Photosynthesis, Musée national de Wrocław, Wrocław.